# Maciej Rudnicki
Maciej Franciszek Rudnicki (ur. 20 grudnia 1970 w Gorzowie Wielkopolskim) – polski prawnik, polityk i nauczyciel akademicki, doktor habilitowany nauk prawnych, poseł na Sejm III kadencji, w latach 2000–2001 wiceminister środowiska.

## Życiorys

### Wykształcenie i działalność naukowa
W 1994 ukończył studia prawnicze na Wydziale Prawa i Administracji Uniwersytetu im. Adama Mickiewicza w Poznaniu. Odbył też podyplomowe studia z bankowości na Akademii Ekonomicznej w Poznaniu. W 1997 uzyskał uprawnienia radcy prawnego oraz stopień naukowy doktora nauk prawnych na Wydziale Prawa Kanonicznego i Świeckiego Katolickiego Uniwersytetu Lubelskiego na podstawie pracy zatytułowanej Prawno-finansowe zagadnienia polityki regionalnej Wspólnoty Europejskiej. W 2006 uzyskał stopień doktora habilitowanego na Wydziale Prawa, Prawa Kanonicznego i Administracji tej samej uczelni.
Odbył liczne staże zawodowe, m.in. w Komisji Europejskiej oraz w bankach centralnych Portugalii, Japonii i Izraela.
W 1997 został pracownikiem naukowym KUL-u. W 2007 objął stanowisko kierownika Katedry Prawa Zarządzania Środowiskiem na Wydziale Prawa, Prawa Kanonicznego i Administracji. W 2008 został profesorem nadzwyczajnym Katolickiego Uniwersytetu Lubelskiego. W 2019 został profesorem Akademii Polonijnej w Częstochowie. W 2020 objął funkcję jej prorektora do spraw rozwoju, a w 2023 został rektorem tej uczelni.
Autor, współautor lub redaktor około 150 publikacji, głównie z zakresu prawa finansowego, administracyjnego i gospodarczego oraz energetyki.

### Działalność zawodowa, polityczna i społeczna
Pod koniec lat 80. działał w opozycyjnych ruchach młodzieżowych. W pierwszej połowie lat 90. pełnił funkcję sekretarza miasta Gorzowa Wielkopolskiego, następnie dyrektora biura Euroregionu Pro Europa Viadrina. Od 1996 do 1997 zatrudniony w Trybunale Konstytucyjnym. Do 1997 był również współwłaścicielem kancelarii prawnej.
W latach 1997–2001 z ramienia Akcji Wyborczej Solidarność sprawował mandat posła na Sejm III kadencji. Od 2000 do 2001 zajmował stanowisko sekretarza stanu w Ministerstwie Środowiska. Należał do Partii Chrześcijańskich Demokratów i PPChD.
W 2001 zrezygnował z działalności politycznej, współtworzył kancelarię prawną w Poznaniu. Od 2002 powoływany w skład rad nadzorczych (m.in. Wielkopolskiej Agencji Rozwoju Regionalnego oraz Ciechu). Członek organów doradczych, w tym Interdyscyplinarnego Zespołu do Spraw Energii przy MNiSW.
W lutym 2022 posłowie PiS zgłosili go jako kandydata do Rady Polityki Pieniężnej. Sejm nie głosował jego kandydatury, a Maciej Rudnicki we wrześniu tegoż roku złożył rezygnację z ubiegania się o tę funkcję.

## Odznaczenia
W 2020 odznaczony Krzyżem Wolności i Solidarności.

## Publikacje
- Polityka regionalna Unii Europejskiej, 2000.
- Nowe prawo spółek z komentarzem (współautor), 2000.
- Elementy nauki o administracji publicznej (współautor), 2002.
- Polskie prawo spółek (współautor), 2002.
- Prawnofinansowe aspekty zadań publicznych jednostek samorządu terytorialnego związanych z ochroną środowiska, 2006.